# Sofrito
Sofrito è un album di Mongo Santamaría, pubblicato dalla Vaya Records nel 1976. Il disco fu registrato al "Bell Sound Studios" di New York.

## Tracce
Lato A
1. Iberia – 4:34 (Armen Donelian)
2. Cruzan – 7:39 (Armen Donelian)
3. Spring Song – 7:07 (Armen Donelian)
4. Sofrito – 5:59 (Neal Creque)

Lato B
1. O mi shango – 4:20 (Mongo Santamaría)
2. Five on the Color Side – 5:46 (William Allen)
3. Secret Admirer – 4:27 (William Allen)
4. Olive Eye – 3:27 (Marty Sheller)
5. Princess – 5:00 (Marty Sheller)

## Musicisti
- Mongo Santamaría - congas
- Mike DiMartino - tromba
- Mike DiMartino - flugelhorn (brano: A3)
- Roger Rosenberg - sassofono tenore, sassofono soprano, sassofono baritono
- Roger Rosenberg - clarinetto basso (brano: B2)
- Al Williams - sassofono tenore, flauto soprano, flauto alto
- Gonzalo Fernandez - flauto solista (brano: A4)
- Armen Donelian - pianoforte acustico, pianoforte elettrico, sintetizzatore arp string, clavinet
- Eddie "Gua Gua" Rivera - basso
- William Allen - basso elettrico (brani: B1, B2 & B3)
- Steve Berrios - batteria traps, timbales, batá, percussioni
- Bernard Purdie - batteria traps (brano: B3)
- Cachete (Angel Maldonado) - batá (brani: B1 & B3)
- Julio Collazo - batá (brani: B1 & B3)
- Peachy (Greg Jarmon) - bongos, cowbell, congas, percussioni
- Edna Holt - voce (brano: B2)
- Marcelino Guerra - accompagnamento vocale (brano: A4)
- Marcelino Valdez - accompagnamento vocale (brano: A4)
- Mario Muñoz - accompagnamento vocale (brano: A4)
- Armen Donelian - arrangiamenti (brani: A1, A2 & A3)
- Marty Sheller - arrangiamenti (brani: A4, B4 & B5)
- William Allen - arrangiamenti (brani: B1, B2 & B3)